# Пех, Давид
Давид Пех (чеш. David Pech; род. 22 февраля 2002 года, Брандис-над-Лабем-Стара-Болеслав, Чехия) — чешский футболист, полузащитник клуба «Славия», выступающий на правах аренды за пражскую «Дуклу».

## Клубная карьера
Пех — воспитанник клуба «Млада-Болеслав». 18 августа 2019 года в матче против «Яблонеца» он дебютировал в Первой лиге. 6 мая 2022 года в поединке против «Сигмы» Давид забил свой первый гол за «Млада-Болеслав». В начале 2023 года Пех перешёл в столичную «Славию». 4 февраля в матче против «Парбудице» он дебютировал за новый клуб. 

## Международная карьера
В 2019 году в составе юношеской сборной Чехии принял участие в молодёжном чемпионата Европы в Ирландии. На турнире он сыграл в матче против команды Франции, Бельгии, Ирландии и Греции.
В 2023 году Пех в составе молодёжной сборной Чехии принял участие в молодёжном чемпионате Европы в Румынии и Грузии. На турнире он сыграл в матчах против команд Германии и Израиля. 